# Dirina
Dirina es un género de hongos liquenizados en la familia Roccellaceae.

## Lista de especies
- Dirina africana
- Dirina angolana
- Dirina approximata
- Dirina arabica
- Dirina astridae
- Dirina badia
- Dirina byssiseda
- Dirina calcicola
- Dirina californica
- Dirina canariensis
- Dirina candida
- Dirina capensis
- Dirina catalinariae
- Dirina ceratoniae
- Dirina chilena
- Dirina cinerea
- Dirina condensata
- Dirina cretacea
- Dirina cyclosora
- Dirina falklandica
- Dirina fallax
- Dirina follmannii
- Dirina franciscana
- Dirina gemmata
- Dirina hassei
- Dirina herrei
- Dirina hioramii
- Dirina imitata
- Dirina immersa
- Dirina indica
- Dirina insulae-howensis
- Dirina insulana
- Dirina jamesii
- Dirina limitata
- Dirina lutosa
- Dirina madagascariensis
- Dirina massiliensis
- Dirina mexicana
- Dirina monothalamia
- Dirina multiformis
- Dirina neozelandica
- Dirina nipponica
- Dirina ocellata
- Dirina pacifica
- Dirina pallescens
- Dirina paradoxa
- Dirina patronii
- Dirina rediunta
- Dirina repanda
- Dirina rubra
- Dirina schistosa
- Dirina sorocarpa
- Dirina stenhammarii
- Dirina teichiodes
- Dirina viridescens